# 殲滅のディストピア
殲滅のディストピア（せんめつのでぃすとぴあ）は2021年6月5日にデビューしたネオ・ヴィジュアル系をコンセプトにした日本の女性アイドルグループ。
所属事務所はぷらもカンパニー。

## 概要
2020年12月にプロデューサーの宮原まお(まーやP)とリーダー、卯月美紅。によってユニット結成の構想が固まる。
2021年6月5日に五反田G5にて主催ライブ「独裁的殲滅くろにくる」でデビュー。
衣装は大日本帝国陸軍服がモチーフで、フラッグやチェキ券なども旭日旗を使用している。
2021年12月5日に新宿 club SCIENCEにてバンドセットでのワンマンライブ「大日本統一国家政策」を敢行。
2022年に1stアルバムの制作を発表。
同年12月4日に弓波ユミナ、セイント・エマの加入1周年記念主催、2ndワンマンの開催が決定。
2023年3月16日、3rdワンマンライブを以って無期限活動休止を発表。

## メンバー
メンバーは5人から構成。
| 名前           | 誕生日   | 愛称           | イメージカラー | 備考 |
| -------------- | -------- | -------------- | -------------- | --- |
| 卯月美紅。     | 10月22日 | みっきゅん     | パステルピンク | リーダー。 ドタバタ歌劇團"ぷりん"のメンバーとしても活動。 パティシエの資格も所有。 ハンギョドンとウルトラマンゼロが好き。 |
| シエスタ・ネル | 10月7日  | ネル、シエスタ | 赤             | 薔薇色(赤)担当。 大阪府出身。 ひらかたパークでアルバイトをしていたことがある。 デスボイスも担当している。 サンリオが好き。 2022年9月15日～18日まで行われた、ぷらもカンパニーが主宰の劇団 夢連人の旗揚げ公演「HOCUS POCUS」に案内人役として出演。                                                                                    |
| セイント・エマ |          | エマ           | 紫             | ex.エマキ！。エマキ！では作詞・作曲をはじめ振付なども手掛けていた。 ザ・グレート・サスケのテーマ曲を歌唱している。 2022年1月5日にステージデビュー。 栃木県在住。 新型コロナウイルスの後遺症で手術が必要な状態になり、2022年9月15日に一時的に活動を休止した。 2025年4月7日にアナフィラキシーショックにより死去したことが報じられた。 |
| 弓波ユミナ     | 8月6日   | 弓波、ユミナ   | 緑             | 辛い物が好き。 好きなカップ麺は、カップヌードル辛麺とトムヤムクンヌードルと辛ラーメンと蒙古タンメン ヘヴィメタルが好き。特にANTHEMが好き。 2022年1月5日にステージデビュー。 犬を飼っている。 |

## 元メンバー
| 名前       | 誕生日  | 愛称                         | イメージカラー | 備考 |
| ---------- | ------- | ---------------------------- | -------------- | --- |
| 眠夢ヰ裕李 | 7月10日 | ねむい、裕李                 | ビビッドピンク | 2021年6月5日～7月31日まで在籍。 イギリス人と日本人のハーフ。 弟がいる。 ex.ヘルズキッチン |
| 椎名雅音   | 5月1日  | 椎名、のんちゃん             | 青             | 白眼ブルー担当。 埼玉県出身。417歳（という設定）。 ギターが弾ける。 お笑い、トムとジェリーが好き。 鬱病、ASD、拒食症など様々な精神疾患を患っており、入退院を繰り返した結果、2021年8月ごろに脱退。 ex.ヘルズキッチン |
| 真白いお   | 2月6日  | いお                         | 白             | 眼鏡キャラ 犬を飼っている。名前はわさび。 過去、男装ユニットでも活動していた。（ex.花言葉を君に） |
| 初咲里奈   | 6月10日 | りなち、里奈ちゃん、里奈さん | 黄色           | ソロアイドルとしても活動している。 |

## 音楽性
コンセプトがネオ・ヴィジュアル系ということもあり、楽曲はヴィジュアル系に代表されるドロップチューニングのメタル系ナンバーが多い。
また、”逆ダイ”や”ヘドバン”、"折り畳み"や"咲き"などヴィジュアル系独特の文化をパフォーマンスに取り入れている。
楽曲プロデュースは作曲家の宮原まお(まーやP)が行っている。一部、作詞家の南風ニーナとの共作もあり。
歌詞についても、メンヘラ、ナショナリズム的思想など、ユニットコンセプトに関わる内容が多い。
生バンドでのライブも定期的に行っている。

## 楽曲
| 楽曲名               | 作詞                 | 作曲     | 編曲     | 備考                                               |
| -------------------- | -------------------- | -------- | -------- | -------------------------------------------------- |
| 侵襲ト自己葬送       | 宮原まお、南風ニーナ | 宮原まお | 宮原まお | 殲滅のディストピアで最初に制作された楽曲。         |
| Misfit               | 宮原まお、南風ニーナ | 宮原まお | 宮原まお |                                                    |
| サイコメンタルガール | 宮原まお、南風ニーナ | 宮原まお | 宮原まお | 感覚ロヂックにもカバーされている。                 |
| Grand-Guignol        | 宮原まお、南風ニーナ | 宮原まお | 宮原まお |                                                    |
| 殲滅的バルビツール酸 | 宮原まお             | 宮原まお | 宮原まお | 各メンバーがローテーションしてパフォーマンスを行う |
| 血盟愛花             | 宮原まお、南風ニーナ | 宮原まお | 宮原まお |                                                    |
| 最期の雨             | 宮原まお             | 宮原まお | 宮原まお |                                                    |
| 劣情事件簿           | 宮原まお             | 宮原まお | 宮原まお | サイコメンタルガールのアンサーソング               |
| 悲恋                 |                      |          |          | バラード                                           |
| 美しき柩             | 宮原まお、南風ニーナ | 宮原まお | 宮原まお | 感覚ロヂックのカバー                               |

### コラボ楽曲
| 楽曲名           | 作詞                 | 作曲     | 編曲     | 備考                                       |
| ---------------- | -------------------- | -------- | -------- | ------------------------------------------ |
| 浪漫シンドロォム | 宮原まお、南風ニーナ | 宮原まお | 宮原まお | 感覚ロヂックとのコラボ楽曲。2月6日に発表。 |

## ライブ

### 2021年
通算60本
- 6月5日：五反田G5
- 6月6日：新高円寺LOFT X
- 6月10日：新宿ReNY（初咲里奈生誕祭）
- 6月14日：青山RizM
- 6月19日
  - 高田馬場BSホール
  - 五反田G5
- 6月20日：五反田G5
- 6月24日：東高円寺U.F.O.CLUB
- 6月25日：秋葉原ZEST
- 7月2日：上野水上音楽堂
- 7月7日：東高円寺U.F.O.CLUB
- 7月10日：新高円寺LOFT X
- 7月15日：新宿ReNY
- 7月17日：五反田G2
- 7月18日
  - 渋谷aube
  - 五反田G2
- 7月22日：五反田G＋
- 7月23日：秋葉原ZEST
- 7月25日：池袋LIVE IN ROSA
- 7月31日：表参道GROUND
- 8月2日：秋葉原GOOD MAN
- 8月8日：新宿アルタ KEY STUDIO
- 8月9日：東高円寺U.F.O.CLUB
- 8月10日：下北沢Studio Bayd（宮原まつりVol.4）
- 8月17日：原宿RENON
- 8月23日：新宿ReNY
- 8月29日
  - 五反田G＋
  - 新宿アルタ KEY STUDIO
- 8月30日：目黒鹿鳴館
- 8月31日：新宿club SCIENCE
- 9月5日：横浜ランドマークホール
- 9月11日：五反田G2
- 9月15日：赤羽ReNY
- 9月18日：五反田G2
- 9月20日：五反田G＋
- 9月22日：東高円寺U.F.O.CLUB
- 9月26日：立川BABEL（バンドセット）
- 9月28日：高田馬場AREA
- 9月30日：新宿club SCIENCE
- 10月7日：東高円寺U.F.O.CLUB（シエスタ・ネル生誕祭）
- 10月14日：五反田G2
- 10月16日：五反田G2
- 10月22日：五反田G＋（卯月美紅。生誕祭）
- 10月23日
  - 五反田G5
  - 五反田G＋
- 10月28日：新宿club SCIENCE
- 10月30日：新宿FATE（アルティメットハロウィン）
- 10月31日
  - 新高円寺LOFT X
  - 五反田G2
  - 五反田G5
- 11月1日：赤羽ReNY
- 11月3日：渋谷チェルシーホテル
- 11月7日：新宿Head Power
- 11月11日：新宿HOLIDAY
- 11月20日
  - 池袋ブラックホール
  - 渋谷Malcolm
- 11月22日：東高円寺U.F.O.CLUB（バンドセット）
- 11月27日：渋谷ドクタージーカンズ
- 11月29日：新宿club SCIENCE
- 12月5日：新宿club SCIENCE（1stワンマンライブ）
- 12月10日：オフ会
- 12月16日：八王子Match Vox
- 12月19日：五反田G＋
- 12月20日：西川口GALAXY
- 12月23日：初台DOORS
- 12月24日：東高円寺U.F.O.CLUB
- 12月26日　
  - 渋谷WOMB LIVE
  - 新宿club SCIENCE
- 12月27日：下北沢LIVE HOLIC
- 12月31日：AKIBA COLORS

2022年
通算124本
- 1月5日：新宿HEIST（セイント・エマ、弓波ユミナがステージデビュー）
- 1月9日：新宿club SCIENCE
- 1月10日：西川口GALAXY
- 1月12日：下北沢LIVE HOLIC
- 1月15日：渋谷WOMB LIVE
- 1月16日：新宿Head Power
- 1月22日：五反田G＋（感覚ロヂックとの共催）
- 1月25日：新宿ReNY
- 1月30日：五反田G＋
- 2月1日：新宿HEIST
- 2月5日：WARP SHINJUKU
- 2月6日
  - 新高円寺LOFT X
  - AKIBA COLORS
- 2月13日：渋谷VISION
- 2月14日：新宿club SCIENCE
- 2月19日
  - 新宿club SCIENCE（生バンド）
  - AKIBA COLORS
- 2月23日：東高円寺U.F.O.CLUB（生バンド）
- 2月27日：町田Play HOUSE
- 3月2日：新宿FATE
- 3月12日：下北沢シャングリラ
- 3月13日：秋葉原GOOD MAN
- 3月14日：横浜1000CLUB
- 3月17日
  - 新宿ReNY
  - 代々木MUSE
- 3月20日：下北沢ろくでもない夜
- 3月21日：西川口GALAXY
- 3月30日：東高円寺U.F.O.CLUB
- 3月31日：AKIBA COLORS
- 4月2日：新宿WARP
- 4月3日：五反田G2
- 4月5日：AKIBA COLORS
- 4月13日：上野音横丁
- 4月16日：新宿ANTIKNOCK
- 4月17日：五反田G5
- 4月23日：新宿club SCIENCE
- 4月27日：上野音横丁
- 4月30日：ネッツたまぐーセンター　多目的ホール（生バンド）
- 5月1日：下北沢WEVER
- 5月4日：新高円寺LOFT X
- 5月6日：東高円寺U.F.O.CLUB
- 5月8日：新宿club SCIENCE
- 5月14日：新高円寺LOFT X
- 5月16日：秋葉原シンフォニア
- 5月22日：新宿PLANET　PLANET
- 5月23日：新宿ReNY
- 5月25日：新宿FATE
- 5月29日：新高円寺LOFT X
- 6月4日：早稲田RiNen（事務所主催イベント）
- 6月5日：新高円寺LOFT X
- 6月8日：新宿FATE
- 6月10日：新宿FATE
- 6月17日：東高円寺U.F.O.CLUB
- 6月19日：五反田G＋(1周年記念主催)
- 6月21日：AKIBA COLORS
- 6月23日：新宿ANTIKNOCK
- 6月26日：AKIBA COLORS
- 6月29日：新宿FATE
- 7月2日：白金SELENE B2
- 7月3日：新宿PLANET PLANET
- 7月7日：新宿club SCIENCE
- 7月9日：新高円寺LOFT X
- 7月11日：東高円寺U.F.O.CLUB
- 7月16日：品川J square
- 7月23日
  - 下北沢SHELTER
  - 神田スペースキューブ
- 7月24日：新高円寺LOFT X（ドタバタのディストピア）
- 7月30日：渋谷キャメロットB2
- 7月31日：柏Thumb UP
- 8月2日：新宿ANTIKNOCK
- 8月3日：赤羽ReNY
- 8月10日：新宿Club SCIENCE（宮原まつりVol.5）
- 8月12日：東高円寺U.F.O.CLUB
- 8月15日：新宿SAMURAI
- 8月20日：新宿Club SCIENCE
- 8月21日
  - 渋谷CLUB CAMELOT B2
  - 渋谷CLUB CAMELOT B2（弓波ユミナ、セイント・エマ生誕祭）
- 8月23日：池袋EDGE
- 8月24日：新宿FATE
- 8月27日：五反田G＋
- 9月3日：五反田G2
- 9月7日：下北沢シャングリラ
- 9月11日：池袋mono
- 9月12日：新宿アンチノック
- 9月15日：新宿FATE
- 9月16日：キーノートシアター（アフターライブ）
- 9月17日：キーノートシアター（アフターライブ）
- 9月19日：新宿FATE
- 9月23日：新宿LOFT Bar
- 9月26日：五反田G＋
- 9月29日：東高円寺U.F.O.CLUB
- 10月2日：五反田G5
- 10月5日：五反田G3（シエスタ・ネル生誕祭）
- 10月16日：目黒鹿鳴館
- 10月20日：新宿FATE
- 10月22日：五反田G3（卯月美紅。生誕祭）
- 10月23日
  - 秋葉原ZEST
  - 異世界アイドルシアター ニコニコ劇場
- 10月25日：東高円寺U.F.O.CLUB（生バンド）
- 10月28日：新高円寺LOFT X
- 10月29日：新宿ナインスパイス
- 10月31日：新宿FATE（アルティメットハロウィン）
- 11月6日：新高円寺LOFT X（事務所主催イベント）
- 11月7日：新宿motion
- 11月9日：新宿FATE
- 11月12日：渋谷ドクタージーカンズ
- 11月17日：新宿FATE
- 11月19日
  - 大塚hearts＋
  - 異世界アイドルシアター ニコニコ劇場
- 11月20日：新宿FATE
- 11月23日：新高円寺LOFT X
- 11月27日：異世界アイドルシアター　ニコニコ劇場
- 11月30日：東高円寺二万電圧
- 12月2日：新高円寺LOFT X
- 12月3日：新宿FATE
- 12月4日：池袋RED-Zone ANERIS(2ndワンマン)
- 12月7日：新宿FATE
- 12月11日：池袋RED-Zone ANERIS
- 12月15日：池袋RED-Zone ANERIS
- 12月19日：新宿アンチノック
- 12月23日：渋谷GARRET
- 12月24日：新宿FATE
- 12月26日：東高円寺二万電圧
- 12月29日：五反田G＋

2023年
通算30本
- 1月5日：横浜1000Club
- 1月7日
  - 新宿Club SCIENCE
  - 新宿Club SCIENCE
- 1月15日
  - 新宿Club SCIENCE
  - 五反田G＋
- 1月18日：新宿FATE
- 1月21日：五反田G＋
- 1月25日：池袋RED-Zone ANERIS
- 1月28日
  - 秋葉原シンフォニア
  - 新宿FATE
- 1月29日：新宿Club SCIENCE
- 2月1日：新宿FATE
- 2月5日：池袋RED-Zone ANERIS
- 2月8日：新宿Club SCIENCE
- 2月11日：池袋RED-Zone ANERIS
- 2月14日：新宿Club SCIENCE
- 2月16日：新宿HEIST
- 2月18日
  - 長堀橋WAXX
  - 大阪JUZA
- 2月19日：名古屋FJ theater
- 2月23日：新宿Club SCIENCE
- 2月25日：新宿FATE
- 2月26日：中野坂上S.U.B TOKYO
- 2月28日：池袋RED-Zone ANERIS
- 3月1日：新宿アンチノック
- 3月4日：四谷LOTUS
- 3月6日：五反田G3
- 3月7日：新宿Club SCIENCE
- 3月14日：新宿Club SCIENCE
- 3月16日：池袋RED-Zone ANERIS（活動休止ワンマン）

## バンドメンバー
- Guitar：スグル
  - 殲滅のディストピアの楽曲のほとんどを弾いている。
- Guitar：宮原まお
- Guitar：結音
  - 宮原まおとセッションバンド「V盤セッション ザ・タイガース」で演奏。
- Bass：翔
- Drum：たける
- Drum：狛耶 巧壱

## 出演

### Web番組
- アイチャレ「アイチャレ#74」(2021年7月20日)
- WALLOP「大衆酒場ぽっぽ～うまい酒話が集まるお店～」(2021年12月12日)
- 北千住Cwave「笑ったらいいじゃん」(毎月第3火曜日19:00～)※セイント・エマのみ -MC
- WALLOP「芸人響の宣伝しまSHOWROOM＆Ｗallop放送局」(2022年8月8日)
- ラブラジ　(2023年3月8日)